# FC Slavia Mozyr
FC Slavia Mozyr (în belarusă ФК Славія Мазыр) este un club de fotbal profesionist din orașul Mazyr, Belarus. Clubul concurează în prezent în Prima Ligă Bielorusă, primul nivel de fotbal din Belarus. Echipa își joacă meciurile de acasă pe stadionul Junactva din același oraș.

## Istoria clubului
Fondată în 1987 sub numele Polesie Mozyr, și-a schimbat succesiv denumirea din motive de publicitate și sponsorizare.
- 1987 : Polesie Mozyr
- 1995 : MPKC Mozyr (Centrul comercial-industrial Mozyr)
- 1998 : Slavia Mozyr 
- 2006 : Mozyr-Zlin (Fuzionat cu Zlin Gomel și redenumit FC Mozyr-Zlin)
- 2007 : FC Mozyr
- 2008 : Slavia Mozyr

## Palmares
| Național | Liga Bielorusă | Cea mai bună clasare | Sezoane          |
| -------- | -------------- | -------------------- | ---------------- |
| Național | Prima ligă     | Campioni             | 1996, 2000       |
| Național | A doua ligă    | Campioni             | 1995, 2011, 2018 |
| Național | Cupa Bielorusă | Campioni             | 1996, 2000       |
| Național | Cupa Bielorusă | Finalistă :          | 1999, 2001       |